# Polysiphonia
Genre
Polysiphonia est un genre d’algues rouges de la famille des Rhodomelaceae. 
Son appareil végétatif est un cladothalle à croissance télomique (c'est-à-dire par l'extrémité). Cette croissance est orientée par la présence de nœud et d'entre-nœud.  
Il a été démontré que cette espèce d'algue possède des communications inter-cellulaires grâce à des synapses. 

## Cycle de développement
Le Cycle de développement de Polysiphonia est dit : Cycle haplodiplophasique trigénétique. On a en effet 3 générations : 
- Génération du gamétophyte (haploide)
- Génération du Carposporophyte (diploide)
- Génération du Tétrasporophyte (diploide)

Le gamétophyte mâle présente une cellule centrale et une cellule péricentrale. La cellule péricentrale est le spermatocyste qui libère les spermacies (= gamète mâle non flagellée) 
Le gamétophyte femelle quant à lui est le carpogone ; C'est le gamétocyste femelle. Celui-ci est surmonté d'un long filament : le trichogyne. Le Carpogone est recouvert par des cellules de soutien et contient un gamète femelle, l'oogone. 

Le Fécondation est une trichogamie. Elle donne naissance à un zygote : le gonimoblaste (diploide). Celui-ci est formé du : 
- Carposporocyste (diploide) : libère les Carpospores (diploide)
- Péricarpe (haploide) : il provient du développement des cellules du soutien et protège le zygote attaché au gamétophyte femelle

La prochaine étape est la germination des Carpospores en tétrasporocystes (diploide). En effet, les cellules centrales du cladothalle augmente de volume et deviennent des tétrasporocystes. 
Chaque tétrasporocyste subit la méiose pour former des tétraspores (haploide) 

Les tétraspores donneront naissance soit : 

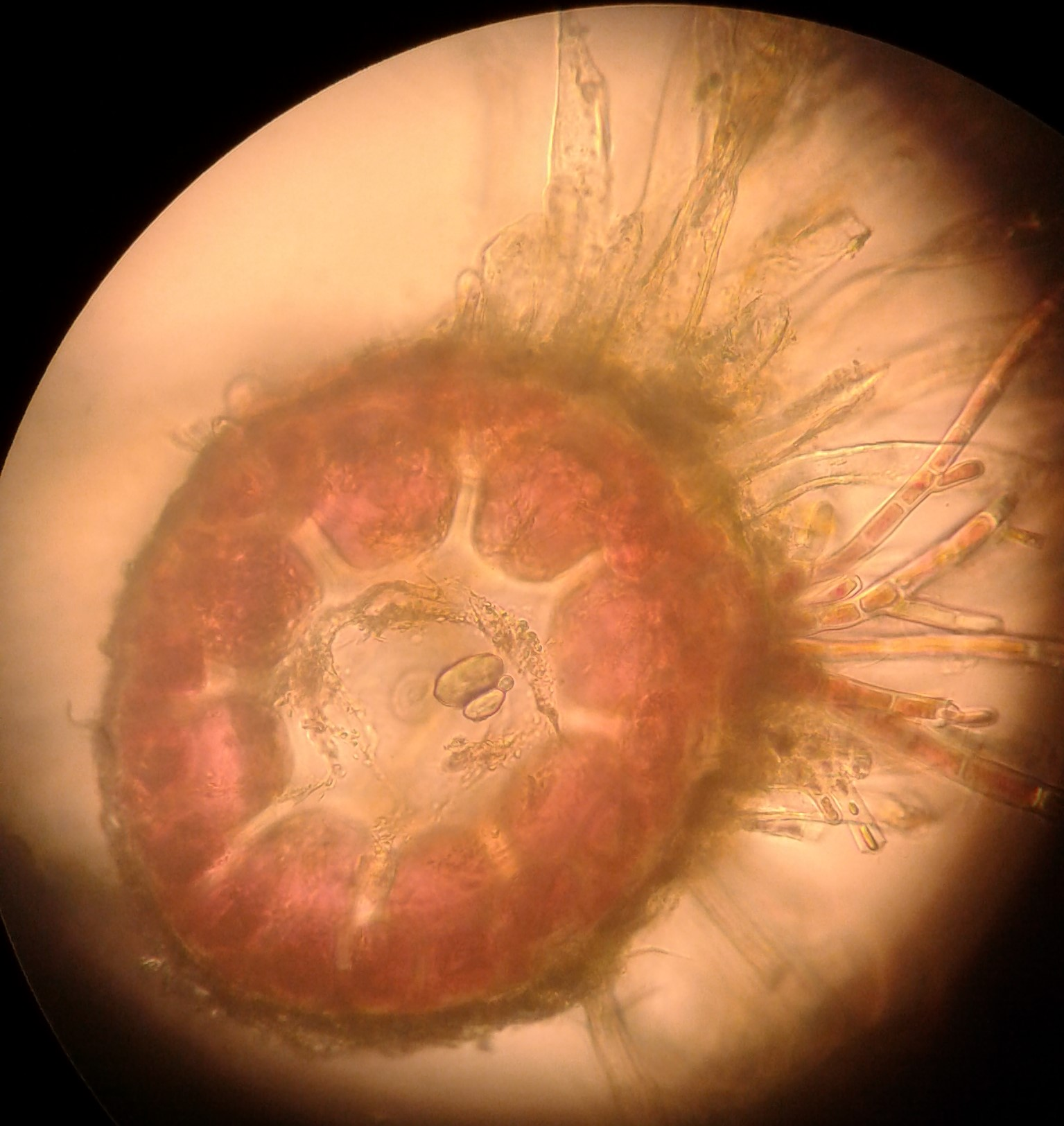

- Au gamétocyste mâle
- Au gamétocyste femelle

## Organisation
Polysiphonia a une organisation en siphon.
Son tronc est constitué de d'une grosse cellule centrale et de cellules péricentrales plus petites et riches en plaste. 
De petites extensions accueillent des plastes photosynthétiques ce qui permet l'augmentation de la surface d'échange. de l'algue       

## Liste des espèces
Selon AlgaeBase (7 déc. 2012) :
- Polysiphonia abscissa J.D.Hooker & Harvey
- Polysiphonia abscissoides Womersley
- Polysiphonia acanthina J.Agardh
- Polysiphonia acroblasta Kützing (Sans vérification)
- Polysiphonia acrolepta Zanardini ex A.De Toni (Sans vérification)
- Polysiphonia acuminata N.L.Gardner
- Polysiphonia adamsiae Womersley
- Polysiphonia adriatica Schiffner
- Polysiphonia adscendens (Bonnemaison) P.L.Crouan & H.M.Crouan (Sans vérification)
- Polysiphonia adscendens Meneghini (Sans vérification)
- Polysiphonia adsendens Meneghini
- Polysiphonia agardhiana Greville (Sans vérification)
- Polysiphonia allochroa (Roth) Duby
- Polysiphonia amentacea (C.Agardh) Montagne (Sans vérification)
- Polysiphonia americana Reinsch (Sans vérification)
- Polysiphonia amethystea Kützing (Sans vérification)
- Polysiphonia amphibia Harvey (Sans vérification)
- Polysiphonia amphibolis Womersley
- Polysiphonia anisogona J.D.Hooker & Harvey
- Polysiphonia anomala Hollenberg
- Polysiphonia arachnoidea (C.Agardh) Zanardini
- Polysiphonia arctica J.Agardh
- Polysiphonia arenaria Harvey (Sans vérification)
- Polysiphonia arenaria Kützing (Sans vérification)
- Polysiphonia arenaria Postels & Ruprecht (Sans vérification)
- Polysiphonia arenicola Kützing (Sans vérification)
- Polysiphonia aspera Zanardini ex A.De Toni (Sans vérification)
- Polysiphonia asperula (Kützing) Kützing (Sans vérification)
- Polysiphonia asperula Kützing (Sans vérification)
- Polysiphonia aterrima J.D.Hooker & Harvey
- Polysiphonia atlantica Kapraun & J.N.Norris
- Polysiphonia atra Zanardini
- Polysiphonia atricapilla J.Agardh
- Polysiphonia atrorubens (Wahlenberg) Endlicher (Sans vérification)
- Polysiphonia attenuata Zanardini (Sans vérification)
- Polysiphonia attenuata Zanardini ex A.Ee Toni (Sans vérification)
- Polysiphonia aurantiaca Kützing (Sans vérification)
- Polysiphonia australiensis Womersley
- Polysiphonia awabiensis Noda (Sans vérification)
- Polysiphonia azorica O.C.Schmidt
- Polysiphonia baileyi (Harvey) J.Agardh (Sans vérification)
- Polysiphonia bambusina Meneghini (Sans vérification)
- Polysiphonia bangii (Kützing) Kützing
- Polysiphonia banyulensis Coppejans
- Polysiphonia barbatula Kützing
- Polysiphonia bartlingiana Kützing (Sans vérification)
- Polysiphonia baxteri A.H.S.Lucas
- Polysiphonia beguinotii Schiffner & Vatova
- Polysiphonia bellula De Notaris (Sans vérification)
- Polysiphonia biasolettiana Zanardini (Sans vérification)
- Polysiphonia bicornis Ohta
- Polysiphonia bicornis Sonder
- Polysiphonia biformis Zanardini
- Polysiphonia bifurcata Hollenberg
- Polysiphonia binderi (J.Agardh) Goebel (Sans vérification)
- Polysiphonia binderi Bonder (Sans vérification)
- Polysiphonia binneyi Harvey
- Polysiphonia blandii Harvey
- Polysiphonia boergesenii Baardseth
- Polysiphonia brachygona Harvey (Sans vérification)
- Polysiphonia breviarticulata (C.Agardh) Zanardini
- Polysiphonia brevisegmenta Womersley
- Polysiphonia brodiei (Dillwyn) Sprengel
- Polysiphonia caespitosa (M.A.Pocock) Hollenberg
- Polysiphonia calliptera Kützing (Sans vérification)
- Polysiphonia callithamnioides P.L.Crouan & H.M.Crouan
- Polysiphonia callithamnium Sonder (Sans vérification)
- Polysiphonia callitricha Kützing (Sans vérification)
- Polysiphonia camerunensis Pilger
- Polysiphonia capillata De Notaris (Sans vérification)
- Polysiphonia capucina P.L.Crouan & H.M.Crouan
- Polysiphonia caramiiformis P.L.Crouan & H.M.Crouan (Sans vérification)
- Polysiphonia carettia Hollenberg
- Polysiphonia caspica Kützing
- Polysiphonia castagnei Kützing
- Polysiphonia castelliana De Notaris & L.Dufour
- Polysiphonia caulescens J.Agardh (Sans vérification)
- Polysiphonia ceramiaeformis P.L.Crouan & H.M.Crouan
- Polysiphonia chlamydopteris Meneghini ex A.De Toni (Sans vérification)
- Polysiphonia chlamydopteris Zanardini (Sans vérification)
- Polysiphonia cladorrhiza Ardissone
- Polysiphonia cladorrhiza Ardissone (Sans vérification)
- Polysiphonia clevelandii Farlow (Sans vérification)
- Polysiphonia coacta C.K.Tseng
- Polysiphonia coccinea (Hudson) Sprengel (Sans vérification)
- Polysiphonia codicola Zanardini ex Frauenfeld
- Polysiphonia codiicola Zanardini (Sans vérification)
- Polysiphonia cokeri Hollenberg (Sans vérification)
- Polysiphonia collinsii Hollenberg
- Polysiphonia confusa Hollenberg
- Polysiphonia constricta Womersley
- Polysiphonia corallicola Grunow (Sans vérification)
- Polysiphonia corinaldii (Meneghini) De Notaris
- Polysiphonia corinaldii (Meneghini) De Notaris (Sans vérification)
- Polysiphonia corymbosa J.Agardh
- Polysiphonia crassa Okamura
- Polysiphonia crassicollis Børgesen
- Polysiphonia crassiuscula Harvey
- Polysiphonia curta Montagne
- Polysiphonia dalmatica Meneghini
- Polysiphonia dasiiformis Zanardini (Sans vérification)
- Polysiphonia dasyiformis (Kützing) Zanardini
- Polysiphonia dasyiformis P.L.Crouan & H.M.Crouan
- Polysiphonia dasyiformis P.L.Crouan & H.M.Crouan (Sans vérification)
- Polysiphonia daveyae Reinbold
- Polysiphonia davisii J.D.Hooker & Harvey (Sans vérification)
- Polysiphonia decipiens Montagne
- Polysiphonia decussata Hollenberg
- Polysiphonia delicatula Hollenberg
- Polysiphonia denticulata Delle Chiaje
- Polysiphonia denticulata Kützing
- Polysiphonia denudata (Dillwyn) Greville ex Harvey
- Polysiphonia derbesii Solier ex Kützing
- Polysiphonia deschampsii (Agardh) P.L.Crouan & H.M.Crouan (Sans vérification)
- Polysiphonia deusta (Roth) Sprengel
- Polysiphonia devoniensis Maggs & Hommersand
- Polysiphonia dichocephala Kützing (Sans vérification)
- Polysiphonia dichotoma Kützing
- Polysiphonia dictyura Liebmann ex Kützing
- Polysiphonia diffusa (Hudson) Jones & Kingston (Sans vérification)
- Polysiphonia dillwynii (Kützing) Kützing (Sans vérification)
- Polysiphonia dillwynii Kützing (Sans vérification)
- Polysiphonia discolor (Agardh) Sprengel (Sans vérification)
- Polysiphonia divergens J.Agardh
- Polysiphonia dotyi Hollenberg
- Polysiphonia doubletiae Sauvageau (Sans vérification)
- Polysiphonia dumosa J.D.Hooker & Harvey
- Polysiphonia echigoensis Noda
- Polysiphonia elongata (Hudson) Harvey (Sans vérification)
- Polysiphonia elongata (Hudson) Sprengel
- Polysiphonia episcopalis Zanardini (Sans vérification)
- Polysiphonia episcopalis Zanardini ex A.De Toni (Sans vérification)
- Polysiphonia erythraea Schousboe ex J.Agardh
- Polysiphonia exigua Kützing (Sans vérification)
- Polysiphonia exilis Harvey
- Polysiphonia fasciculata Harvey ex Moore
- Polysiphonia fasciculifera Kützing (Sans vérification)
- Polysiphonia fernandeziana M.P.Reis
- Polysiphonia ferox J.Agardh (Sans vérification)
- Polysiphonia fibrata (Dillwyn) Harvey
- Polysiphonia fibrillosa (Dillwyn) Sprengel
- Polysiphonia figariana Zanardini
- Polysiphonia firma Zanardini (Sans vérification)
- Polysiphonia flabelliformis J.D.Hooker & Harvey
- Polysiphonia flabellulata Harvey
- Polysiphonia flaccida Rabenhorst (Sans vérification)
- Polysiphonia flagellifera Reinsch (Sans vérification)
- Polysiphonia flexella (C.Agardh) J.Agardh
- Polysiphonia flexicaulis (Harvey) F.S.Collins
- Polysiphonia floccosa Zanardini (Sans vérification)
- Polysiphonia flocculosa (C.Agardh) Endlicher
- Polysiphonia foeniculacea (C.Agardh) Sprengel
- Polysiphonia foetidissima Cocks ex Bornet
- Polysiphonia forfex Harvey
- Polysiphonia fragilis Suringar
- Polysiphonia fucoides (Hudson) Greville
- Polysiphonia funebris De Notaris ex J.Agardh
- Polysiphonia funicularis (Meneghini ex Kützing) Kützing (Sans vérification)
- Polysiphonia funicularis Meneghini (Sans vérification)
- Polysiphonia furcata Meneghini ex A.De Toni (Sans vérification)
- Polysiphonia furcellata (C.Agardh) Harvey
- Polysiphonia fuscorubens J.D.Hooker & Harvey
- Polysiphonia gaudichaudii (C.Agardh) Kützing (Sans vérification)
- Polysiphonia gelidii Zanardini (Sans vérification)
- Polysiphonia gemmifera Yates (Sans vérification)
- Polysiphonia gibbesii Harvey (Sans vérification)
- Polysiphonia giraudii Derb.& Sol. (Sans vérification)
- Polysiphonia gonatophora Kützing
- Polysiphonia gracilis C.K.Tseng
- Polysiphonia guadalupens Setchell & Gardner (Sans vérification)
- Polysiphonia guadalupensis Setchell & N.L.Gardner
- Polysiphonia guernisaci (P.L.Crouan & H.M.Crouan) J.Agardh (Sans vérification)
- Polysiphonia guernisacii (P.L.Crouan & H.M.Crouan) J.Agardh
- Polysiphonia hamulifera Kützing (Sans vérification)
- Polysiphonia hancockii E.Y.Dawson
- Polysiphonia hapalacantha Harvey
- Polysiphonia haplodasyae Womersley
- Polysiphonia hassleri W.R.Taylor
- Polysiphonia havanensis Montagne
- Polysiphonia hemisphaerica Areschoug
- Polysiphonia hendryi N.L.Gardner
- Polysiphonia herpa Hollenberg
- Polysiphonia hirsuta (Roth) Wallroth (Sans vérification)
- Polysiphonia hirsuta Zanardini (Sans vérification)
- Polysiphonia hirta J.Agardh
- Polysiphonia hochstetteriana O.C.Schmidt
- Polysiphonia homoia Setchell & N.L.Gardner
- Polysiphonia implexa J.D.Hooker & Harvey
- Polysiphonia incompa De Notaris
- Polysiphonia incompta Harvey
- Polysiphonia indigena Hollenberg
- Polysiphonia infestans Harvey
- Polysiphonia insignis P.L.Crouan & H.M.Crouan (Sans vérification)
- Polysiphonia isogona Harvey
- Polysiphonia jacobii De Notaris (Sans vérification)
- Polysiphonia johnstonii Setchell & Gardner
- Polysiphonia juncea Kützing (Sans vérification)
- Polysiphonia kampsaxii Børgesen
- Polysiphonia kappannae Sreenivasa Rao
- Polysiphonia kappannai Sreenivasa Rao (Sans vérification)
- Polysiphonia kapraunii B.Stuercke & D.W.Freshwater
- Polysiphonia kieliana Kaminski & Nizamuddin
- Polysiphonia kotschyana Grunow
- Polysiphonia kowiensis Stegenga, Bolton & R.J.Anderson
- Polysiphonia lasiorhiza Kützing (Sans vérification)
- Polysiphonia lasiotricha Kützing (Sans vérification)
- Polysiphonia leptoclada (Montagne) Kützing (Sans vérification)
- Polysiphonia leptothrix Zanardini (Sans vérification)
- Polysiphonia letestui P.Dangeard
- Polysiphonia linocladia Kützing (Sans vérification)
- Polysiphonia lophoclados (Montagne) Kützing (Sans vérification)
- Polysiphonia lophura Kützing (Sans vérification)
- Polysiphonia lophuroides Kützing (Sans vérification)
- Polysiphonia lubrica (C.Agardh) Zanardini (Sans vérification)
- Polysiphonia lusitanica Montagne ex Kützing (Sans vérification)
- Polysiphonia luxurians (Agardh) par (Sans vérification)
- Polysiphonia macounii Hollenberg
- Polysiphonia macra Harvey
- Polysiphonia macrocarpa (C.Agardh) Sprengel
- Polysiphonia marchantae Setchell & Gardner
- Polysiphonia marrowii Harvey (Sans vérification)
- Polysiphonia masonii Setchell & N.L.Gardner
- Polysiphonia meneghiniana De Notaris (Sans vérification)
- Polysiphonia micracantha Zanardini ex De Toni (Sans vérification)
- Polysiphonia micrantha "Zanardini" (Sans vérification)
- Polysiphonia minutissima Hollenberg
- Polysiphonia moestingii (Lyngbye) Sprengel (Sans vérification)
- Polysiphonia mollis J.D.Hooker & Harvey
- Polysiphonia morisiana J.Agardh
- Polysiphonia morrowii Harvey
- Polysiphonia mottei Lauret
- Polysiphonia mucosa P.L.Crouan & H.M.Crouan (Sans vérification)
- Polysiphonia muelleriana J.Agardh
- Polysiphonia multifida Duby (Sans vérification)
- Polysiphonia multifida Kützing (Sans vérification)
- Polysiphonia namibiensis Stegenga & Engeldow
- Polysiphonia nathanielii Hollenberg
- Polysiphonia nebulosa Zanardini (Sans vérification)
- Polysiphonia neglecta Bornet
- Polysiphonia nemalionis Zanardini (Sans vérification)
- Polysiphonia nhatrangense Pham-Hoàng Hô
- Polysiphonia nhatrangensis Pham-Hoàng Hó
- Polysiphonia nigra (Hudson) Batters
- Polysiphonia nigrella P.L.Crouan & H.M.Crouan (Sans vérification)
- Polysiphonia nitens Meneghini (Sans vérification)
- Polysiphonia nizamuddinii Farooqui & Begum
- Polysiphonia nodifera Kützing (Sans vérification)
- Polysiphonia nodulosa J.Agardh
- Polysiphonia notarisii Meneghini (Sans vérification)
- Polysiphonia novae-angliae W.R.Taylor
- Polysiphonia ocellata Gratel. (Sans vérification)
- Polysiphonia opaca (C.Agardh) Moris & De Notaris
- Polysiphonia orbigniana Kützing (Sans vérification)
- Polysiphonia ornata J.Agardh
- Polysiphonia orthocarpa Rosenvinge
- Polysiphonia pacifica Hollenberg
- Polysiphonia paniculata Montagne
- Polysiphonia pantophloea Kützing (Sans vérification)
- Polysiphonia pappeana Kützing (Sans vérification)
- Polysiphonia paradoxa Thuret
- Polysiphonia parthasarathyae Sreenivasa Rao (Sans vérification)
- Polysiphonia parthasarathyi Sreenivasa Rao
- Polysiphonia parvula (C.Agardh) Montagne
- Polysiphonia parvula Suhr ex Kützing
- Polysiphonia patula Kützing (Sans vérification)
- Polysiphonia pennata (Roth.) Falkenberg (Sans vérification)
- Polysiphonia perforans Cormaci, G.Furnari, Pizzuto & Serio
- Polysiphonia periclados (C.Agardh) Endlicher (Sans vérification)
- Polysiphonia pernacola N.M.Adams
- Polysiphonia perriniae Womersley
- Polysiphonia peucedanoides (Bonnem.) P.L.Crouan & H.M.Crouan (Sans vérification)
- Polysiphonia physarthra (Kützing) Kützing (Sans vérification)
- Polysiphonia pilosa (F.L.Naccari) G.Zanardini (Sans vérification)
- Polysiphonia platycarpa Børgesen
- Polysiphonia platyspira Kützing (Sans vérification)
- Polysiphonia plectocarpa C.W.Schneider
- Polysiphonia polycarpa Kützing (Sans vérification)
- Polysiphonia polycephala Zanardini ex De Toni (Sans vérification)
- Polysiphonia polychotoma Kützing (Sans vérification)
- Polysiphonia polychroma G.Martens
- Polysiphonia polyrhiza Kützing (Sans vérification)
- Polysiphonia polyspora (C.Agardh) Montagne
- Polysiphonia porphyroides Kützing
- Polysiphonia propagulifera Womersley
- Polysiphonia pseudovillum Hollenberg
- Polysiphonia pulchella De Notaris (Sans vérification)
- Polysiphonia pulvinata (Roth) Sprengel
- Polysiphonia purpurascens Harvey (Sans vérification)
- Polysiphonia purpureocoerulea Sonder (Sans vérification)
- Polysiphonia pygmaea Kützing
- Polysiphonia quadrata Hollenberg
- Polysiphonia radicans (Meneghini) J.Agardh (Sans vérification)
- Polysiphonia raineriana (Zanardini) Zanardini (Sans vérification)
- Polysiphonia ramentacea Harvey
- Polysiphonia recurva (C.Agardh) Sprengel (Sans vérification)
- Polysiphonia regularis Kützing (Sans vérification)
- Polysiphonia requienii Montagne ex Kützing
- Polysiphonia rhododactyla Harvey
- Polysiphonia rhunensis Thuret
- Polysiphonia rigens (C.A.Agardh) G.Zanardini (Sans vérification)
- Polysiphonia rigidula Kützing
- Polysiphonia rudis J.D.Hooker & Harvey
- Polysiphonia rugulosa Kützing (Sans vérification)
- Polysiphonia rutilans Kützing (Sans vérification)
- Polysiphonia rytiphloeoides J.D.Hooker & Harvey (Sans vérification)
- Polysiphonia sadoensis Noda
- Polysiphonia sanctipetri Collins (Sans vérification)
- Polysiphonia sanguinea (C.Agardh) Zanardini
- Polysiphonia saxicola G.Zanardini (Sans vérification)
- Polysiphonia schneideri B.Stuercke & D.W.Freshwater
- Polysiphonia scopulorum Harvey
- Polysiphonia secundata (Suhr) Kützing (Sans vérification)
- Polysiphonia senticulosa Harvey
- Polysiphonia sentosa Kützing (Sans vérification)
- Polysiphonia serpens (Dufour) De Notaris ex Ardissone (Sans vérification)
- Polysiphonia setigera Kützing
- Polysiphonia shepherdii Womersley
- Polysiphonia siamensis V.Martens (Sans vérification)
- Polysiphonia simplicifilum J.Agardh (Sans vérification)
- Polysiphonia simulans Harvey
- Polysiphonia sinicola Setchell & Gardner
- Polysiphonia solieri J.Agardh (Sans vérification)
- Polysiphonia sonorensis Hollenberg
- Polysiphonia souriei Feldmann
- Polysiphonia sparsa (Setchell) Hollenberg
- Polysiphonia sphacelarioides J.Agardh (Sans vérification)
- Polysiphonia sphaerospora Børgesen
- Polysiphonia spinella C.Agardh
- Polysiphonia spinescens Montagne
- Polysiphonia spinosa (C.Agardh) J.Agardh
- Polysiphonia spinulifera Reinsch
- Polysiphonia stictophlaea Kützing (Sans vérification)
- Polysiphonia stricta (Dillwyn) Greville (espèce type)
- Polysiphonia strictioides (Lyngbye) Derb.& Sol. (Sans vérification)
- Polysiphonia strictissima J.D.Hooker & Harvey
- Polysiphonia stuposa Zanardini ex Kützing
- Polysiphonia subcontorta C.H.Peck (Sans vérification)
- Polysiphonia subtilis Ardissone
- Polysiphonia subtilis De Notaris
- Polysiphonia subtilissima Montagne
- Polysiphonia subulata (Ducluzeau) Kützing
- Polysiphonia subulifera (C.Agardh) Harvey
- Polysiphonia succulenta Harvey
- Polysiphonia sulcata Rudolphi
- Polysiphonia tapinocarpa Suringar
- Polysiphonia teges Womersley
- Polysiphonia tenera Harvey (Sans vérification)
- Polysiphonia tenerrima Kützing
- Polysiphonia tenuissima De Notaris (Sans vérification)
- Polysiphonia tenuistriata J.D.Hooker & Harvey
- Polysiphonia tinctoria De Notaris (Sans vérification)
- Polysiphonia tinctoria Zanardini (Sans vérification)
- Polysiphonia tokidae Segi
- Polysiphonia trichoclada Kützing (Sans vérification)
- Polysiphonia tripinnata J.Agardh
- Polysiphonia triton P.C.Silva
- Polysiphonia tsudana Hollenberg
- Polysiphonia tuberosa Hollenberg
- Polysiphonia turgidula P.L.Crouan & H.M.Crouan (Sans vérification)
- Polysiphonia tuticorinensis Børgesen
- Polysiphonia ulex Derbes & Solier (Sans vérification)
- Polysiphonia uncinata (Bonnemaison) P.L.Crouan & H.M.Crouan
- Polysiphonia uncinata Kützing
- Polysiphonia unguiformis Børgesen
- Polysiphonia urbana Harvey
- Polysiphonia urbanoides Levring
- Polysiphonia utricularis Zanardini
- Polysiphonia vaga (Kützing) Kützing (Sans vérification)
- Polysiphonia vaga Kützing (Sans vérification)
- Polysiphonia variabilis Harvey (Sans vérification)
- Polysiphonia variabilis Hooker & Harvey (Sans vérification)
- Polysiphonia veneta G.Zanardini (Sans vérification)
- Polysiphonia villifera (C.Agardh) Endlicher (Sans vérification)
- Polysiphonia vinosa Kützing (Sans vérification)
- Polysiphonia violascens Kützing (Sans vérification)
- Polysiphonia virens Kützing (Sans vérification)
- Polysiphonia virgata (C.Agardh) Sprengel
- Polysiphonia vulpina De Notaris (Sans vérification)
- Polysiphonia wulfenii Kützing
- Polysiphonia yokoskensis Hariot (Sans vérification)
- Polysiphonia zanardinii Schiffner (Sans vérification)

Selon Catalogue of Life (7 déc. 2012) :
- Polysiphonia abscissa
- Polysiphonia abscissoides
- Polysiphonia acuminata
- Polysiphonia adamsiae
- Polysiphonia adriatica
- Polysiphonia affinis
- Polysiphonia allochroa
- Polysiphonia amphibolis
- Polysiphonia anisogona
- Polysiphonia anomala
- Polysiphonia arachnoidea
- Polysiphonia arctica
- Polysiphonia aterrima
- Polysiphonia atlantica
- Polysiphonia atra
- Polysiphonia atricapilla
- Polysiphonia australiensis
- Polysiphonia azorica
- Polysiphonia bajacali
- Polysiphonia banyulensis
- Polysiphonia barbatula
- Polysiphonia beaudettei
- Polysiphonia beguinotii
- Polysiphonia bicornis
- Polysiphonia biformis
- Polysiphonia bifurcata
- Polysiphonia binneyi
- Polysiphonia blandii
- Polysiphonia boergesenii
- Polysiphonia boldii
- Polysiphonia breviarticulata
- Polysiphonia brevisegmenta
- Polysiphonia brodiei
- Polysiphonia caespitosa
- Polysiphonia callithamnioides
- Polysiphonia camerunensis
- Polysiphonia capucina
- Polysiphonia carettia
- Polysiphonia caspica
- Polysiphonia castagnei
- Polysiphonia castelliana
- Polysiphonia ceramiaeformis
- Polysiphonia cladorhiza
- Polysiphonia coacta
- Polysiphonia codicola
- Polysiphonia confusa
- Polysiphonia constricta
- Polysiphonia corymbosa
- Polysiphonia crassa
- Polysiphonia crassicollis
- Polysiphonia crassiuscula
- Polysiphonia curta
- Polysiphonia dasyoeformis
- Polysiphonia daveyae
- Polysiphonia decipiens
- Polysiphonia decussata
- Polysiphonia delicatula
- Polysiphonia denudata
- Polysiphonia derbesii
- Polysiphonia deusta
- Polysiphonia devoniensis
- Polysiphonia dichotoma
- Polysiphonia divergens
- Polysiphonia dotyi
- Polysiphonia dumosa
- Polysiphonia echigoensis
- Polysiphonia echinata
- Polysiphonia elongata
- Polysiphonia erythraea
- Polysiphonia exilis
- Polysiphonia fasciculata
- Polysiphonia fernandeziana
- Polysiphonia ferulacea
- Polysiphonia fibrata
- Polysiphonia fibrillosa
- Polysiphonia figariana
- Polysiphonia flabelliformis
- Polysiphonia flabellulata
- Polysiphonia flexella
- Polysiphonia flexicaulis
- Polysiphonia flocculosa
- Polysiphonia foeniculacea
- Polysiphonia foetidissima
- Polysiphonia forfex
- Polysiphonia fracta
- Polysiphonia fragilis
- Polysiphonia fucoides
- Polysiphonia funebris
- Polysiphonia furcellata
- Polysiphonia fuscorubens
- Polysiphonia gonatophora
- Polysiphonia gorgoniae
- Polysiphonia gracilis
- Polysiphonia guernisacii
- Polysiphonia hancockii
- Polysiphonia hapalacantha
- Polysiphonia haplodasyae
- Polysiphonia hassleri
- Polysiphonia havanensis
- Polysiphonia havaniensis
- Polysiphonia hawaiiensis
- Polysiphonia hemisphaerica
- Polysiphonia hendryi
- Polysiphonia herpa
- Polysiphonia hirta
- Polysiphonia hochstetteriana
- Polysiphonia hockstetteriana
- Polysiphonia homoia
- Polysiphonia howei
- Polysiphonia incompta
- Polysiphonia indigena
- Polysiphonia infestans
- Polysiphonia intricata
- Polysiphonia isogona
- Polysiphonia johnstonii
- Polysiphonia kampsaxii
- Polysiphonia kappannae
- Polysiphonia kieliana
- Polysiphonia kowiensis
- Polysiphonia lanosa
- Polysiphonia letestui
- Polysiphonia macounii
- Polysiphonia macrocarpa
- Polysiphonia marchantae
- Polysiphonia mollis
- Polysiphonia morisiana
- Polysiphonia morrowii
- Polysiphonia mottei
- Polysiphonia muelleriana
- Polysiphonia myriococca
- Polysiphonia namibiensis
- Polysiphonia nathanielii
- Polysiphonia neglecta
- Polysiphonia nhatrangense
- Polysiphonia nigra
- Polysiphonia nizamuddinii
- Polysiphonia nodulosa
- Polysiphonia nutans
- Polysiphonia opaca
- Polysiphonia ornata
- Polysiphonia orthocarpa
- Polysiphonia pacifica
- Polysiphonia paniculata
- Polysiphonia paradoxa
- Polysiphonia parthasarathyi
- Polysiphonia parvula
- Polysiphonia pauperula
- Polysiphonia pentamera
- Polysiphonia perforans
- Polysiphonia pernacola
- Polysiphonia perriniae
- Polysiphonia platycarpa
- Polysiphonia plectocarpa
- Polysiphonia plectrocarpa
- Polysiphonia polychroma
- Polysiphonia polyspora
- Polysiphonia porrecta
- Polysiphonia profunda
- Polysiphonia propagulifera
- Polysiphonia pseudovillum
- Polysiphonia pulvinata
- Polysiphonia purpurea
- Polysiphonia ramentacea
- Polysiphonia requienii
- Polysiphonia rhododactyla
- Polysiphonia rhunensis
- Polysiphonia rigidula
- Polysiphonia rubrorhiza
- Polysiphonia rudis
- Polysiphonia saccorhiza
- Polysiphonia sadoensis
- Polysiphonia sanguinea
- Polysiphonia scopulorum
- Polysiphonia senticulosa
- Polysiphonia sertularioides
- Polysiphonia setigera
- Polysiphonia shepherdii
- Polysiphonia simplex
- Polysiphonia simulans
- Polysiphonia sinicola
- Polysiphonia sonorensis
- Polysiphonia souriei
- Polysiphonia sparsa
- Polysiphonia sphaerospora
- Polysiphonia spinella
- Polysiphonia spinescens
- Polysiphonia spinosa
- Polysiphonia spinulifera
- Polysiphonia stricta
- Polysiphonia strictissima
- Polysiphonia stuposa
- Polysiphonia subtilissima
- Polysiphonia subulata
- Polysiphonia subulifera
- Polysiphonia succulenta
- Polysiphonia tapinocarpa
- Polysiphonia teges
- Polysiphonia tenerrima
- Polysiphonia tenuis
- Polysiphonia tenuistriata
- Polysiphonia tepida
- Polysiphonia tokidae
- Polysiphonia tripinnata
- Polysiphonia triton
- Polysiphonia tsudana
- Polysiphonia tuberosa
- Polysiphonia tuticorinensis
- Polysiphonia unguiformis
- Polysiphonia upolensis
- Polysiphonia urbana
- Polysiphonia urbanoides
- Polysiphonia utricularis
- Polysiphonia virgata
- Polysiphonia yonakuniensis

Selon ITIS (7 déc. 2012) :
- Polysiphonia acuminata
- Polysiphonia aquamara
- Polysiphonia bajacali
- Polysiphonia beandetti
- Polysiphonia binneyi Harvey
- Polysiphonia brodiaei
- Polysiphonia californica
- Polysiphonia carettia Hollenberg, 1971
- Polysiphonia confusa
- Polysiphonia decussata
- Polysiphonia denudata (Dill.) Grev. Ex Harv.
- Polysiphonia elongata Hudson
- Polysiphonia farlowii Hollenberg
- Polysiphonia fastigiata
- Polysiphonia ferulacea
- Polysiphonia fibrillosa Greville
- Polysiphonia flaccidissima
- Polysiphonia flexicaulis Harvey
- Polysiphonia hancocki
- Polysiphonia harveyi Bailey
- Polysiphonia havanensis
- Polysiphonia hendryi
- Polysiphonia homoia
- Polysiphonia howei Hollenberg
- Polysiphonia indigena
- Polysiphonia insidiosa
- Polysiphonia johnstonii
- Polysiphonia macrocarpa
- Polysiphonia minutissima
- Polysiphonia mollis
- Polysiphonia nathaniellii
- Polysiphonia nigra
- Polysiphonia nigrescens Hudson
- Polysiphonia novae-angliae Taylor
- Polysiphonia pacifica
- Polysiphonia paniculata
- Polysiphonia pentamera
- Polysiphonia savatieri
- Polysiphonia scopulorum
- Polysiphonia setacea
- Polysiphonia simplex
- Polysiphonia simulans
- Polysiphonia snyderae
- Polysiphonia sphaerocarpa
- Polysiphonia spinulosa
- Polysiphonia subtilissima Montagne
- Polysiphonia tenuistrata
- Polysiphonia tepida
- Polysiphonia upolensis
- Polysiphonia urceolata (Dillwyn) Greville
- Polysiphonia violacea
- Polysiphonia yonakuniensis

Selon NCBI (7 déc. 2012) :
- Polysiphonia akkeshiensis
- Polysiphonia anomala
- Polysiphonia aterrima
- Polysiphonia atlantica
- Polysiphonia bajacali
- Polysiphonia binneyi
- Polysiphonia boldii
- Polysiphonia breviarticulata
- Polysiphonia brodiei
- Polysiphonia constricta
- Polysiphonia denudata
- Polysiphonia echinata
- Polysiphonia elongata
- Polysiphonia fibrata
- Polysiphonia fibrillosa
- Polysiphonia forfex
- Polysiphonia fucoides
- Polysiphonia havanensis sensu Borgesen
- Polysiphonia hemisphaerica
- Polysiphonia homoia
- Polysiphonia howei
- Polysiphonia isogona
- Polysiphonia macrocarpa
- Polysiphonia morrowii
- Polysiphonia muelleriana
- Polysiphonia nigra
- Polysiphonia pacifica
  - variété Polysiphonia pacifica var. delicatula
- Polysiphonia paniculata
- Polysiphonia paniculosa
- Polysiphonia pentamera
- Polysiphonia pernacola
- Polysiphonia polyspora
- Polysiphonia pseudovillum
- Polysiphonia schneideri
- Polysiphonia scopulorum
  - variété Polysiphonia scopulorum var. villum
- Polysiphonia senticulosa
- Polysiphonia sertularioides-1
- Polysiphonia sertularioides-2
- Polysiphonia sertularioides-3
- Polysiphonia simplex
- Polysiphonia stricta
- Polysiphonia strictissima
- Polysiphonia subtilissima
- Polysiphonia urceolata
- Polysiphonia virgata